# Can Moratones
Can Moratones o Cal Moratones és una masia situada al municipi d'Avinyó a la comarca catalana del Bages.